# Linan geneolatus
Linan geneolatus (лат.) — вид мелких коротконадкрылых жуков из подсемейства ощупники (Tyrini, Pselaphinae, Staphylinidae).

## Распространение
Встречается в Китае (Гуйчжоу).

## Описание
Мелкие красноватые или коричневатые коротконадкрылые жуки-ощупники. Длина 3,06 мм; задние конечности широко расширены латерально; антенномеры IX—X сильно изменены, IX сильно выступает в переднебоковом крае, X широко вогнут в базальной половине; метавентральные отростки короткие; метатрохантер с коротким, тупым вентральным выступом.

## Систематика и этимология
Вид был впервые описан в 2018 году китайскими энтомологами (Yu-Qing Zhang, Li-Zhen Li, Zi-Wei Yin). Новый вид отнесен к группе L. cardialis на основании сильно измененного антенномера IX у самца, и наиболее сходен с L. huapingensis по форме антенномера IX и спинозному метатрохантеру у самца. Эти два вида можно разделить по сильно выемчатому в базальной половине антенномеру X и коротким метавентральным отросткам у самцов нового вида, в то время как у L. huapingensis антенномер X лишен выемки, а метавентральные отростки намного длиннее и тоньше. В остальном Linan geneolatus — единственный представитель рода, демонстрирующий расширенные постгенеи, что позволяет легко отделить его от всех остальных сородичей. Специфический эпитет относится к сильно расширенным постокулярным краям.